# Marcos Hermes
Marcos Hermes Barboza da Silva (Nova Iguaçu, 28 de março de 1974) é um fotógrafo brasileiro cuja obra registra a história da música dos últimos 35 anos, compreendendo um dos maiores acervos da música brasileira contemporânea. Segundo o Ministério de las Culturas, las Artes y el Patrimonio do Chile, Marcos Hermes é o "fotógrafo brasileiro das megaestrelas", e de acordo com a revista Rolling Stone, "um dos principais cronistas visuais da música brasileira".

## Vida
Iniciado no jornalismo, começou sua carreira como correspondente de publicações internacionais, passando pelo fotojornalismo , pelas revistas da Editora Abril e se especializando na fotografia musical. Hoje, suas fotos ilustram as principais publicações especializadas nacionais e internacionais, e sua obra pode ser vista em exposições pelo Brasil e exterior. É reconhecido por seu extenso trabalho com Paul McCartney, The Rolling Stones, Ney Matogrosso, Sandy e Júnior, Cássia Eller, Sepultura, além de projetos assinando a fotografia oficial com Alicia Keys, Amy Winehouse, Stevie Wonder, Bob Dylan, Madonna, Beyoncé e Iron Maiden. Marcos Hermes leciona palestras e workshops sobre a fotografia musical no Brasil e no exterior . Reconhecido por sua precisão no registro do movimento,  que Hermes atribui ao fato de também ser músico desde muito jovem, sua obra provoca e desperta novas visões e percepções acerca de cores, formas, reflexos, luzes e sombras, influenciando o olhar de pelo menos três gerações de fotógrafos.

## Realizações
Marcos Hermes é responsável por mais de 800 capas de álbuns de grandes nomes nacionais e internacionais entre elas Guns N' Roses, João Gilberto, Caetano Veloso, Gilberto Gil, Ben Harper, Milton Nascimento, Anitta e RBD. Além disso, seu acervo compreende uma das maiores coberturas da história dos festivais de música de sua geração como Rock in Rio Brasil, Rock in Rio Madrid, Rock in Rio Lisboa, Rio Montreux Jazz Festival, Free Jazz Festival, Cape Town Jazz Festival, Rockódromo, Tim Festival, Lollapalooza e Monsters of Rock. Marcos Hermes é, também, curador de conteúdos especiais do palco Sunset do Rock in Rio, sob a direção de Zé Ricardo. Dirigiu clipes musicais de artistas como Elza Soares, Titãs e Zeca Baleiro, e foi um dos responsáveis pela produção executiva de projetos como o clipe Back in Brazil de Paul McCartney.
Em 2018, Marcos Hermes lançou o livro Brasilerô. O livro de mesa teve lançamento nacional e reúne, em uma curadoria de narrativa cromática, um retrato da música brasileira contemporânea.

## Obras

### Algumas das Capas de Álbuns:
- Sepultura - Quadra
- The Rolling Stones - The Bigger Bang, Live in Copacabana
- RBD - Live in Rio (RBD)
- RBD - Nosso Amor
- RBD - Celestial (Versão Brasil)
- Guns n' Roses - Live Era 87 - 93 (Edição Brasil)
- Cássia Eller - Acústico MTV - Cássia Eller
- Ney Matogrosso - Bloco na Rua
- Ney Matogrosso - Atento aos Sinais
- Ney Matogrosso - Nu com a Minha Música
- Anitta - Meu Lugar
- Ben Harper - Best Of So Far
- João Gilberto - Novo Millenium
- Maria Bethânia e Zeca Pagodinho - De Santo Amaro à Xerém
- Gilberto Gil - Eletroacústico
- Sandy e Júnior - Acústico MTV - Sandy & Junior
- Sandy e Júnior - Ao Vivo no Maracanã
- Roberto Carlos - Elas Cantam Roberto Carlos
- Roberto Carlos - Emoções Sertanejas
- Maria Gadu - Maria Gadu
- Marília Pêra - Interpreta Carmen Miranda
- Caetano Veloso - Abraçaço Ao Vivo
- Caetano Veloso e Gilberto Gil - Dois Amigos Um Século De Música
- Caetano Veloso - Noites do Norte Ao Vivo
- Gal Costa - Estratosférica Ao Vivo
- Bruno e Marrone - Ao Vivo em Goiânia
- Bruno e Marrone - Acústico II
- Leandro & Leonardo - Nossa História
- Zeca Pagodinho - Acústico MTV - Zeca Pagodinho
- Jorge & Mateus - O Mundo É Tão Pequeno
- Hebe Camargo - Mulher e Amigos
- Pavilhão 9 - Reação
- Martinho da Vila - Sambabook

### Exposições Individuais
- Brasilerô, CCBB, Brasília, DF, 2022/2023;
- Brasilerô, Casa da Glória, Rio de Janeiro, RJ, 2021;
- Icónicos, Centex Consejo Nacional de la Cultura y las Artes, Valparaíso, Chile, 2017;
- Brasilerô, Vivo Open Air, Jockey Club, Recife, PE, 2016;
- Brasilerô, PhotoImage Brasil, São Paulo, SP, 2015;
- Brasilerô, Vivo Open Air, Jockey Club, São Paulo, SP, 2015;
- Brasilerô, Semana Internacional da Música SIM São Paulo, São Paulo, SP, 2015;
- BMW Jazz Festival, Via Funchal, São Paulo, SP, 2013;
- Visages de la Musique Brésilienne, França, 2013.

### Exposições Coletivas
- Thank You, Good Night, Irvine, Califórnia, 2024;
- Sandy e Júnior Experience, 2019 e 2020;
- Rock in Rio 30 Anos, 2015;
- Fotografia em Revista, por Editora Abril, Museu de Arte Brasileira da Fundação Armando Álvares Penteado, São Paulo, SP, 2009;
- Fotografia em Revista, por Editora Abril, Museu Nacional Honestino Guimarães, Brasília, DF, 2009;
- BrasilNoar, Barcelona, Espanha, 2005.

### Livros
- Brasilerô, Marcos Hermes, 2018, ISBN 978-85-924703-0-2;
- Dody Sirena: Os Bastidores do Show Business, Léa Penteado, 2024, ISBN 978-6556164410;
- Paul McCartney no Brasil, Leandro Souto Maior, 2024;
- Canto de Rainhas - O Poder das Mulheres que escreveram a História do Samba, Leonardo Bruno, 2021 ISBN 978-65-5837-027-7;
- Jimmy Page no Brasil, Leandro Souto Maior, 2021 ISBN 978-65-991539-1-4;
- Allianz Parque, Allianz Parque, 2020;
- Música é Universal, Universal Music Brasil, 2019;
- Sepultura - Sin Remordimientos, Argentina 2019;
- Sidney Magal - Muito Mais Que Um Amante Latino, 2017;
- Rock in Rio 30 Anos, 2015;
- Circo Voador - A Nave, 2014;
- Ira de Nasi, 2012;
- Ensaiando a Canção: Paulinho da Viola e Outros Escritos, 2010;
- Fotografia em Revista, Editora Abril, 2010;
- Caetano Veloso - L'ame Brésilienne, França, 2018;
- Gilberto Gil - L'enchanteur Tropical, França, 2018;
- Korn - De A a Z, França, 2005.

### Publicações Editoriais
- Capa da Revista Rolling Stone, Colombia, agosto 2021;
- Capa da Revista Roadie Crew, Brasil, fevereiro 2020;
- Capa da Revista Rock Hard, França, janeiro 2020;
- Capa da Revista Loud, Portugal, janeiro 2020;
- Capa da Revista Metallian, França, dezembro 2019.

### Direção de Videoclipes
- Titãs e Elza Soares - Comida, 2020;
- Elza Soares - Comportamento Geral, 2018;
- Zeca Baleiro - Toca Raul, 2013;
- Raimundo Fagner & Zeca Baleiro - Palavras e Silêncio, 2003.

### Festivais
- Rock in Rio Brasil, 1991, 2001, 2011, 2013, 2015, 2017, 2019 e 2022;
- Rock in Rio Madrid, 2008;
- Rock in Rio Lisboa, 2004 e 2014;
- Rio Montreux Jazz Festival, 2019 e 2020;
- Free Jazz Festival, 2001;
- Cape Town Jazz Festival África do Sul, 2008;
- Rockódromo Chile, 2017;
- Abril Pro Rock, 2012, 2013, 2014 e 2015;
- Tim Festival, 2004, 2005 e 2008;
- Lollapalooza, 2012, 2013, 2015 e 2017;
- Monsters of Rock, 1994, 1995, 1996, 1998, 2013 e 2015;
- Hollywood Rock, 1992, 1993, 1994 e 1996;
- Back2Black, 2011 e 2016;
- Virada Cultural, 2007, 2008, 2009, 2010 e 2011;
- SWU, 2010 e 2011;
- Just a Fest, 2009;
- Bourbon Street Festival, 2006, 2007, 2012 e 2014;
- Percpan, 2011 e 2014;
- Festival Natura Nós, 2010 e 2011;
- Festival Telefônica Sonidos, 2010;
- Planeta Terra Festival, 2007, 2008, 2009, 2010, 2011 e 2012;
- Maximus Festival, 2016 e 2017;
- BMW Jazz Festival, 2011, 2012, 2013 e 2014.